# Ruth Fabisch

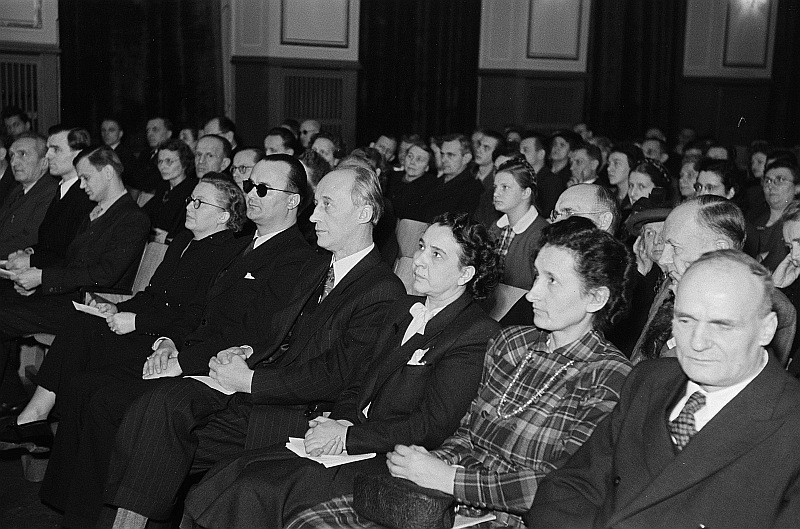
Ruth Fabisch (3. v. r.) 1952.

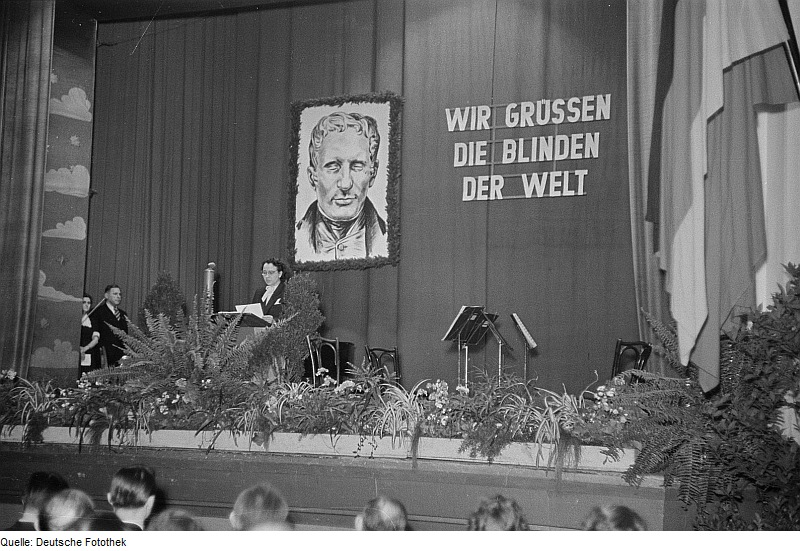
Ruth Fabisch 1952

Ruth Fabisch (* 12. März 1903 in Kattowitz; † 1990) war eine deutsche Politikerin der Liberal-Demokratischen Partei Deutschlands (LDPD) in der Deutschen Demokratischen Republik (DDR). Sie war Abgeordnete der Volkskammer, Staatssekretärin und von 1954 bis 1956 stellvertretende Ministerin für Lebensmittelindustrie.

## Leben
Fabisch studierte nach dem Abschluss des Realgymnasiums einige Semester Medizin, war dann jedoch als Krankenpflegerin in Breslau, Karlsruhe und Frankfurt am Main tätig. In Frankfurt studierte sie Sozial- und Wirtschaftswissenschaften und wurde 1930 Diplom-Volkswirtin. Bis 1934 war sie im öffentlichen Dienst angestellt, wurde aber nach der Machtübernahme der Nationalsozialisten wegen „politischer Unzuverlässigkeit“ entlassen.
Nach dem Ende des Zweiten Weltkriegs wurde Fabisch 1945 Mitglied der LDPD, war dort Mitgründerin des Frauensekretariats und ab 1946 Mitglied des Landesvorstands Sachsen. Außerdem war sie in dieser Zeit als Landessekretärin der Volkssolidarität tätig und wurde Mitglied des Demokratischen Frauenbunds Deutschlands (DFD) und der Gesellschaft für Deutsch-Sowjetische Freundschaft (DSF).
Von 1947 bis 1949 war Fabisch Leiterin der Hauptabteilung Umsiedler im Ministerium für Arbeit und Sozialfürsorge des Landes Sachsen. 1949 wurde sie in die Volkskammer gewählt und war dort bis 1958 Mitglied der LDPD-Fraktion. Bei Gründung der DDR im Oktober 1949 wurde sie zunächst Staatssekretärin im Ministerium für Volksbildung. Im Mai 1954 wechselte sie als Staatssekretärin und Erste Stellvertreterin des Ministers ins Ministerium für Lebensmittelindustrie. Anfang September 1956 wurde sie auf Wunsch der LDPD von dieser Funktion abgelöst und durch ihren Parteifreund Fritz Wolff ersetzt.
Von 1949 bis 1957 war Fabisch außerdem stellvertretende Vorsitzende des Zentralvorstands der LDPD und Mitglied des Präsidiums des Friedensrats der DDR.
Ruth Fabisch lebte bis 1988 im Feierabendheim „Karl Grünberg“ in Ost-Berlin und siedelte dann zu ihrer Tochter in die Bundesrepublik Deutschland über.